# Copa Nehru (India)
La Copa Nehru fue un torneo internacional de fútbol organizado por la Federación de Fútbol de la India (AIFF), que lleva el nombre del primer primer ministro de la India, Jawaharlal Nehru. Se inauguró en 1982, pero no se celebró entre 1998 y 2006. Después de que Irak ganara el trofeo en 1997, se restableció recién en 2007 antes de celebrarse oficialmente por última vez en 2012 y ser reemplazado en 2017.

## Historia

### 1982-2012
La Copa Nehru fue lanzada en 1982 por la Federación India de Fútbol (AIFF) en memoria del primer primer ministro de la India, Jawaharlal Nehru. Conocida como "Copa Nehru ONGC (Oil and Natural Gas Corporation)" por motivos de patrocinio, se celebraba una vez cada 2 años. La primera edición fue inaugurada por la hija de Nehru, la primera ministra Indira Gandhi, y Uruguay levantó el trofeo con una victoria por 2-0 contra China. No se celebró entre 1998 y 2007.
El torneo se inició principalmente para popularizar el fútbol en la India, y los anfitriones ganaron por primera vez en 2007 al vencer a Siria.
Corea del Norte se convirtió en el primer equipo asiático en ganar el trofeo en la edición de 1993, derrotando a Rumania B por 2-0.

### Nehru Club Cup (1990)
En 1990, la "Copa de Clubes Centenario Jawaharlal Nehru" (para celebrar el centenario del nacimiento de Nehru) se organizó en Calcuta como un torneo internacional de clubes en lugar de la edición de 1990 de la Copa Nehru, que se convirtió en el único torneo internacional de clubes celebrado. en el país. El torneo lo ganó el paraguayo Club Olimpia después de su victoria por 1-0 contra el club argentino Club de Gimnasia y Esgrima La Plata, en la que Luis Monzón anotó el gol de la victoria.
Mohammedan Sporting Club fue el único equipo indio que se clasificó para las semifinales. Derrotaron a la selección nacional de Zambia por 1-0 y al FC Metalist 1925 Járkov por 1-0, antes de perder 2-0 ante el Gimnasia y Esgrima argentino. En la semifinal, Mohammedan perdió 1-0 ante el eventual campeón, el Club Olimpia.

## Palmarés
| Año          | Sede               | Campeón           | Final Resultado         | Subcampeón             | Tercer lugar         | Resultado | Cuarto lugar         |
| ------------ | ------------------ | ----------------- | ----------------------- | ---------------------- | -------------------- | --------- | -------------------- |
| 1982 Detalle | Kolkata            | Uruguay           | 2 – 0                   | China                  | Corea del Sur        | Liga      | Italia               |
| 1983 Detalle | Kochi              | Hungría           | 2 – 1                   | China sub-19           | Camerún              | Liga      | Rumania sub-21       |
| 1984 Detalle | Kolkata            | Polonia           | 1 – 0                   | China                  | Argentina            | Liga      | Vasas SC             |
| 1985 Detalle | Kochi              | Unión Soviética   | 2 – 1                   | Yugoslavia             | Marruecos            | Liga      | Corea del Sur sub-20 |
| 1986 Detalle | Thiruvananthapuram | Unión Soviética B | 1 – 0                   | China                  | Alemania Democrática | Liga      | Perú                 |
| 1987 Detalle | Kozhikode          | Unión Soviética   | 2 – 0                   | Bulgaria               | Dinamarca            | Liga      | Alemania Democrática |
| 1988 Detalle | Siliguri           | Unión Soviética   | 2 – 0                   | Polonia                | Bulgaria             | Liga      | Hungría              |
| 1989 Detalle | Margao             | Hungría           | 2 – 0                   | Unión Soviética sub-21 | Corea del Norte      | Liga      | Irak sub-20          |
| 1991 Detalle | Thiruvananthapuram | Rumania           | 3 – 1                   | Hungría                | Unión Soviética      | Liga      | China                |
| 1993 Detalle | Chennai            | Corea del Norte   | 2 – 0                   | Rumania B              | Camerún              | Liga      | Finlandia            |
| 1995 Detalle | Kolkata            | Irak              | 1 – 0                   | Rusia                  | Tailandia            | Liga      | India                |
| 1997 Detalle | Kochi              | Irak              | 3 – 1                   | Uzbekistán sub-19      | China                | 2 – 1     | India                |
| 2007 Detalle | Nueva Delhi        | India             | 1 – 0                   | Siria                  | Kirguistán           | Liga      | Bangladés            |
| 2009 Detalle | Nueva Delhi        | India             | 1 – 1 (pró.) (5–4 pen.) | Siria                  | Kirguistán           | Liga      | Líbano               |
| 2012 Detalle | Nueva Delhi        | India             | 2 – 2 (pró.) (5–4 pen.) | Camerún                | Maldivas             | Liga      | Siria                |

## Títulos por equipo
| Equipo               | Campeón                    | Subcampeón                 | Tercer lugar   | Cuarto lugar   |
| -------------------- | -------------------------- | -------------------------- | -------------- | -------------- |
| URSS                 | 4 (1985, 1986, 1987, 1988) | 1 (1989)                   | 1 (1991)       |                |
| India                | 3 (2007, 2009, 2012)       |                            |                | 2 (1995, 1997) |
| Hungría              | 2 (1983, 1989)             | 1 (1991)                   |                | 1 (1988)       |
| Irak                 | 2 (1995, 1997)             |                            |                | 1 (1989)       |
| Rumania              | 1 (1991)                   | 1 (1993)                   |                | 1 (1983)       |
| Polonia              | 1 (1984)                   | 1 (1988)                   |                |                |
| Corea del Norte      | 1 (1993)                   |                            | 1 (1989)       |                |
| Uruguay              | 1 (1982)                   |                            |                |                |
| China                |                            | 4 (1982, 1983, 1984, 1986) | 1 (1997)       | 1 (1991)       |
| Siria                |                            | 2 (2007, 2009)             |                | 1 (2012)       |
| Camerún              |                            | 1 (2012)                   | 2 (1983, 1993) |                |
| Bulgaria             |                            | 1 (1987)                   | 1 (1988)       |                |
| Uzbekistán           |                            | 1 (1997)                   |                |                |
| Yugoslavia           |                            | 1 (1985)                   |                |                |
| Rusia                |                            | 1 (1995)                   |                |                |
| Kirguistán           |                            |                            | 2 (2007, 2009) |                |
| Alemania Democrática |                            |                            | 1 (1986)       | 1 (1987)       |
| Argentina            |                            |                            | 1 (1984)       |                |
| Dinamarca            |                            |                            | 1 (1987)       |                |
| Maldivas             |                            |                            | 1 (2012)       |                |
| Marruecos            |                            |                            | 1 (1985)       |                |
| Tailandia            |                            |                            | 1 (1995)       |                |
| Corea del Sur        |                            |                            | 1 (1982)       | 1 (1985)       |
| Italia               |                            |                            |                | 1 (1982)       |
| Perú                 |                            |                            |                | 1 (1986)       |
| Bangladés            |                            |                            |                | 1 (2007)       |
| Líbano               |                            |                            |                | 1 (2009)       |
| Vasas                |                            |                            |                | 1 (1984)       |
| Finlandia            |                            |                            |                | 1 (1993)       |